# Lee Min-ah
Lee Min-ah (* 8. November 1991 in Daegu) ist eine südkoreanische Fußballspielerin. Sie spielt seit ihrem Ausbildungsende bei Incheon Hyundai Steel Red Angels.

## Karriere

### Ausbildung
Lee Min-ah wurde an der Pohang Girls’ Electronic High School ausgebildet. Nach ihrer Highschool-Zeit ging sie wie ihre Incheon-Kollegin Kim Jeong-min auf das Yeungjin College, wo sie weiter als Spielerin ausgebildet wurde. Nach Ausbildungsende unterschrieb sie einen Vertrag bei Incheon Hyundai Steel Red Angels.

### Erste Jahre (2011–2012)
Ihre ersten Saison schloss sie mit den Red Angels als Tabellenzweite ab und qualifizierte sich somit für das Meisterschafts-Halbfinale. Dieses gewannen sie mit 2:1 gegen Suwon FMC WFC. Im Finale scheiterten sie allerdings an Goyang Daekyo Noonnoppi WFC mit 1:3 und 2:2 im Rückspiel.
In der darauffolgenden Saison wurde sie wieder Zweite und spielte im Meisterschafts-Halbfinalspiel gegen Jeonbuk KSPO WFC. Dieses gewannen sie knapp mit 3:2. Im Finale trafen sie abermals auf Goyang Gaekyo Noonnoppi WFC. Das Hinspiel gewann sie mit ihrem Team mit 1:0, allerdings verloren sie das Rückspiel mit 1:3 und wurden somit wieder Vizemeister.

### Meisterschaftsgewinne (2011–)
2013 konnte sie ihren ersten Titel feiern. Da sie sich als Erstplatzierter für die Meisterschaftsspiele qualifizierten, mussten sie nicht im Halbfinale antreten. Im Finale trafen sie auf Seoul WFC. Das Hinspiel endete mit 1:1, aber das Rückspiel in Seoul gewannen sie mit 3:1 und somit wurde sie zum ersten Mal Meister der WK-League.
2014 qualifizierten sie sich ebenfalls als Erstplatzierter. Im Finale trafen sie auf Icheon Daekyo WFC. Das Hinspiel endete mit 1:0 für ihr Team und das Rückspiel endete mit 0:0. Damit konnte sie erstmals in ihrer Karriere einen Titel verteidigen.
Auch 2015 lief es gut für Lee Min-ah. Sie erreichte mit ihrem Team abermals den ersten Platz und spielten abermals im Finale gegen Icheon Daekyo WFC. Das Hinspiel endete mit 0:0. Nach 120 Minuten stand es im Rückspiel 1:1. Das Elfmeterschießen gewann ihr Team und somit konnte sie den nächsten Meisterschaftstitel feiern.
2016 erreichte ihr Team denkbar knapp den 1. Platz. Im Finale trafen sie wieder auf Icheon Daekyo WFC. Das Hinspiel ging mit 0:0 zu Ende. Das Rückspiel gewann ihr Team mit 4:0. Damit konnte sie abermals den Titel verteidigen.

## Nationalmannschaft
Lee Min-ah wurde mit 17 Jahren in die U-17-Nationalmannschaft berufen. Dort absolvierte sie vier Spiele für Südkorea ab. Zwei Jahre später wurde sie in die U-20 berufen, für welche sie sieben Mal antrat. Seit 2012 ist sie Nationalspielerin der Frauenmannschaft.

## Erfolge
- 5× Meister der WK-League: 2013, 2014, 2015, 2016, 2017